# 帰雲山

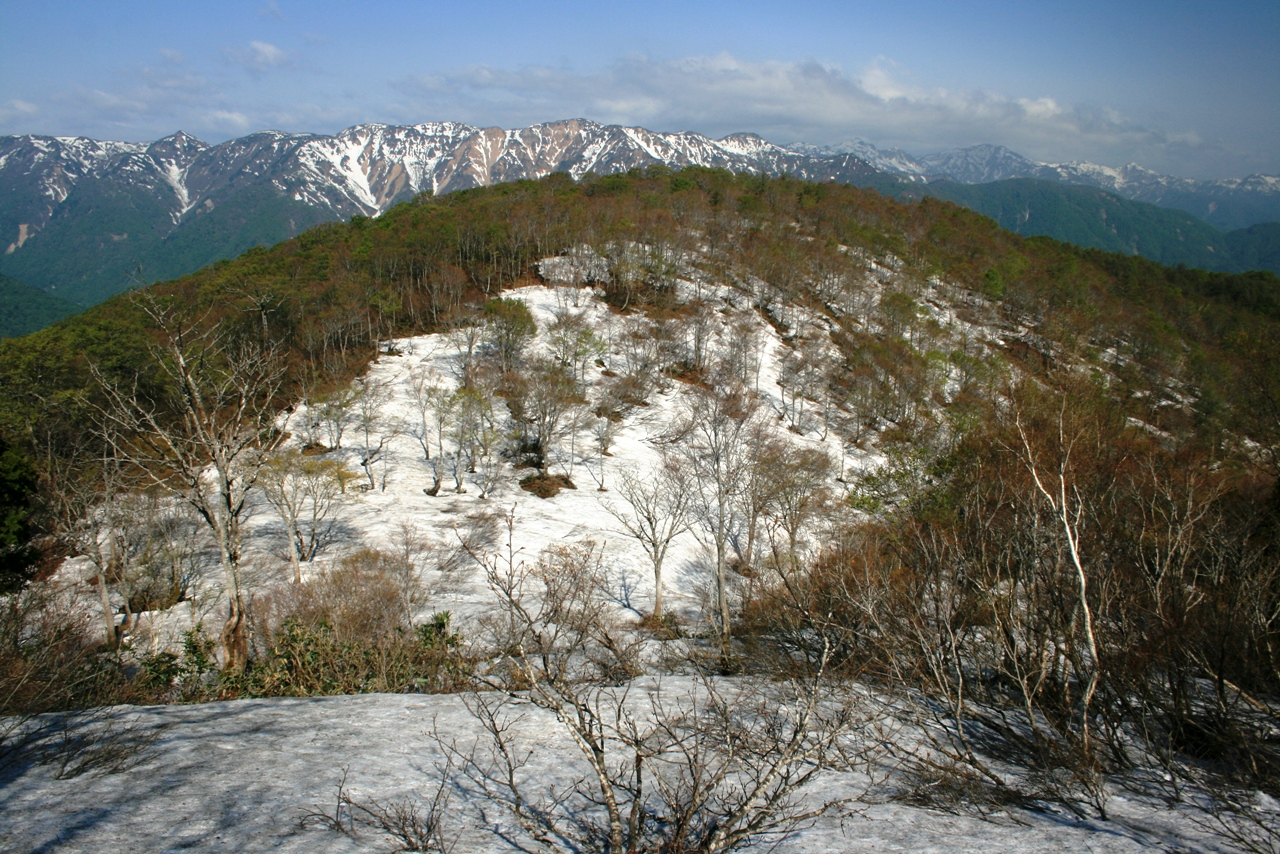
東方から望む帰雲山

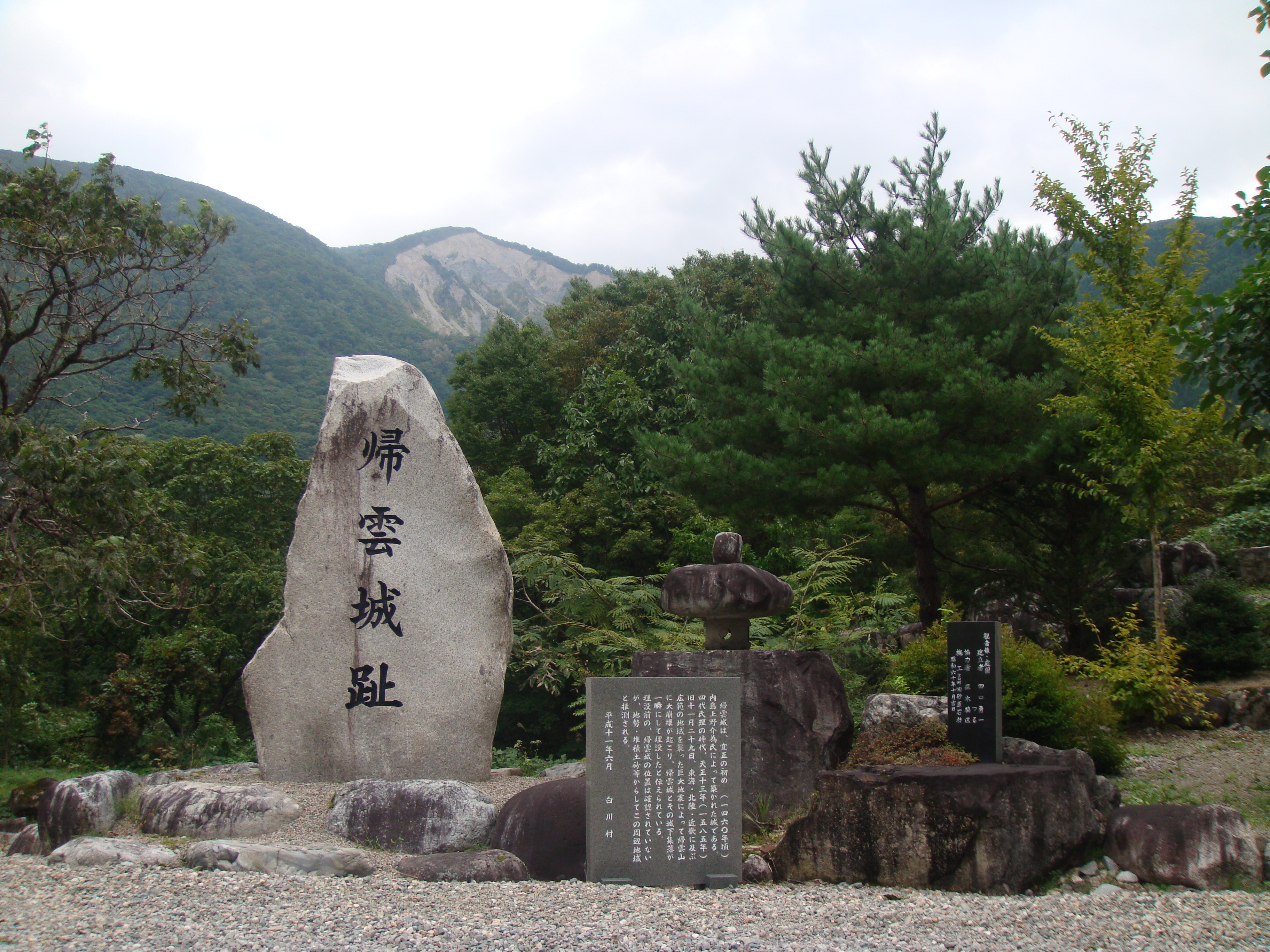
帰雲城趾の碑。背後に帰雲山の山腹崩壊跡が見える。
（2010年（平成22年）撮影）

帰雲山（かえりくもやま）とは、岐阜県大野郡白川村にある標高1,622mの山。

## 概要
岐阜県北部、大野郡白川村中央部、庄川右岸の木谷（きだに）にある。国道156号の同村内保木脇（ほきわき）付近からその山容と、後述の西側山腹にできた大崩落面を眺めることができる。北西の麓は世界遺産の白川郷の萩町集落がある。飛騨高地最高峰の猿ヶ馬場山の西にある前衛の山である。

## 山名の由来
雲がこの山に当たると逆流して帰っていったという言い伝えに由来するとされる。

## 山腹崩壊
1586年（天正13年）に発生した天正地震により西側山腹が大崩壊を起こした。崩落した土砂により麓の庄川が河道を閉塞させ、堰き止め湖（天然ダム）が形成されたほどだったという。約400年の時間が経過した現在においてもなお、山頂付近から二つに割れた地形が確認できる。
また、この頃帰雲山付近（正確な場所は未特定）にあった戦国武将・内ヶ島氏理の居城「帰雲城」、及び300〜400戸あったとされる城下町が崩落した土砂により完全に埋没し、内ヶ島氏一族郎党を含む、領民の殆どが壊滅、死亡した（史書により異なるが、たまたま他の国に出ていて難を逃れた数人の領民を除いて、ことごとく死亡したとある）。内ヶ島氏は鉱山師でもあったと伝えられ、戦国武将の中では大量の金を保有していたとされることから、城跡には埋蔵金が埋まっているのではないかと考えられている。

## 周辺の山
- 猿ヶ馬場山（標高1,875m）
- 籾糠山（標高1,744.3m）